# Mieczysław Karłowicz (wielrenner)
Mieczysław Karłowicz (Gdańsk, 8 september 1963) is een voormalig Pools wielrenner.

## Belangrijkste overwinningen
1975
- Aulnat, Frankrijk

1985
- Szlakiem Grodòw Piastowskich

1986
- Coppa Mobilio Ponsacco, Italië

1987
- 4e etappe Ronde van Polen
- 3e en 7e etappe Niedersachsen Rundfahrt, Duitsland

1990
- Eindklassement Ronde van Creuse
- Aulnat, Frankrijk
- Eindklassement Ronde van Polen